# Власть пса (фильм)
«Власть пса» (англ. The Power of the Dog) — художественный фильм режиссёра Джейн Кэмпион 2021 года, основанный на одноимённом романе 1967 года американского писателя Томаса Сэвиджа. В главных ролях — Бенедикт Камбербэтч, Коди Смит-Макфи, Кирстен Данст и Джесси Племонс. Ограниченный прокат кинокартины в США состоялся 17 ноября 2021 года, а 1 декабря лента вышла на Netflix.
Название фильма — цитата из псалма 21:21 «Deliver my soul from the sword; my darling from the power of the dog.» («Избавь от меча душу мою и от псов одинокую мою.»).

## Сюжет
В 1925 году в штате Монтана богатые владельцы ранчо, братья Фил и Джордж Бербэнк, во время перегона скота знакомятся со вдовой и владелицей постоялого двора Роуз Гордон. Добросердечный Джордж быстро влюбляется в Роуз, в то время как непостоянный Фил, находящийся под сильным влиянием своего покойного наставника Бронко Генри, насмехается над сыном Роуз Питером из-за его косноязычия и женоподобных манер.
Джордж и Роуз вскоре женятся. Роуз использует деньги Джорджа, чтобы отправить сына в колледж изучать хирургию на медицинском факультете, а сама переезжает в дом на ранчо Бербэнка. Фил недолюбливает её, считая, что она вышла замуж за Джорджа ради денег. Грубые манеры и насмешки Фила раздражают Роуз. Джордж организует званый ужин с участием своих родителей и губернатора штата с супругой, чтобы они могли познакомиться с Роуз и послушать, как она играет на их новом пианино. Хотя Роуз может сыграть лишь несколько нот «Марша Радецкого», Фил унижает её. Роуз начинает употреблять алкоголь, хотя раньше она выступала против пьянства.
К тому времени, когда Питер приезжает на ранчо на летние каникулы, Роуз становится алкоголичкой. Обсуждая с матерью происходящее и жалея её, Питер обещает ей всё устроить. Фил и его люди насмехаются над Питером, и он уединяется в своей комнате, препарируя животных и изучая болезни. На поляне в уединение Фил мастурбирует, используя носовой платок Бронко Генри. Питер заходит на поляну и находит там стопку принадлежавших Бронко Генри журналов, на иллюстрациях в которых изображены обнажённые мужчины. Он видит, как Фил купается в пруду с платком на шее. Фил замечает его и прогоняет.
Фил начинает проявлять уважение к Питеру, предлагая сплести ему лассо из сыромятной кожи и научить ездить на лошади. Однажды Питер в одиночку отправляется в горы, где находит мёртвую корову, умершую, предположительно, от сибирской язвы. Он надевает перчатки и срезает с трупа коровы куски шкуры. Во время работы по установке ограды Питер и Фил загоняют и убивают кролика, и Фил ранит щепой руку. После этого Питер рассказывает Филу о том, как нашёл тело своего отца-алкоголика, который повесился, и сам вынул его из петли.
Видя, как много времени её сын проводит с Филом, Роуз пьёт всё больше. Узнав о том, что Фил всегда впоследствии сжигает ненужные ему коровьи шкуры, Роуз демонстративно отдаёт их индейцам, которые в знак благодарности дарят ей пару перчаток. Затем она теряет сознание от выпитого алкоголя, и Джордж ухаживает за ней.
Оставшись без шкур и не имея возможности закончить лассо для Питера, Фил в отчаянии пытается наброситься на Роуз, но его останавливает Джордж. Питер успокаивает его, предлагая ему шкуру, которую он снял с мёртвой коровы, но не упоминает, что животное было больным. Фил тронут и обещает Питеру, что с этого момента их отношения станут намного лучше. Они проводят ночь в сарае, доделывая верёвку, и в рану Фила попадает вода, в которой размокала коровья шкура.
Фил рассказывает Питеру, как Бронко Генри спас ему жизнь в мороз, лёжа с ним тело к телу в спальном мешке. Фил не отвечает, когда Питер спрашивает его, были ли они голыми. Затем они вместе закуривают сигарету. На следующий день Фил не приходит на завтрак, и Джордж находит его в постели больным, с инфицированной раной на руке. В беспамятстве Фил ищет Питера, чтобы отдать ему готовое лассо, но Джордж увозит Фила к доктору, обещая передать Питеру лассо. Фил умирает. Джордж выбирает гроб для брата, а тело Фила готовят к погребению.
На похоронах доктор, рассказывая Джорджу о том, что Фил умирал в страшных конвульсиях, говорит, что, скорее всего, он умер от сибирской язвы, что озадачивает Джорджа, так как Фил никогда не прикасался к больному скоту. Не поехав на похороны Фила, Питер, находясь в своей комнате, открывает Книгу общих молитв, чтобы прочитать обряд погребения, а затем читает Псалом 21:21: «Избавь от меча душу мою и от псов одинокую мою.». Позже он руками в перчатках кладёт готовое лассо под свою кровать. Проходя по коридору дома, он останавливается у окна и смотрит, как на улице Джордж и Роуз возвращаются домой, обнимаются и целуются. Он отворачивается от окна и улыбается.

## В ролях
- Бенедикт Камбербэтч — Фил Бербэнк
- Джесси Племонс — Джордж Бербэнк
- Кирстен Данст — Роуз Гордон
- Коди Смит-Макфи — Питер Гордон
- Томасин Маккензи — Лола
- Питер Кэрролл[англ.] — мистер Бербэнк
- Фрэнсис Конрой — миссис Бербэнк
- Кит Кэррадайн — губернатор штата Эдвард
- Адам Бич — Эдвард Наппо

## Производство
В мае 2019 года было объявлено, что Джейн Кэмпион станет режиссёром и сценаристом фильма «Власть пса», главные роли в котором сыграют Бенедикт Камбербэтч и Элизабет Мосс. Позднее стало известно, что Мосс не сыграет в фильме из-за съёмок в сериале «Рассказ служанки», и её заменит Кирстен Данст. Пол Дано должен был сыграть ещё одну из главных ролей, но впоследствии также вышел из проекта в связи с участием в съёмках в фильме «Бэтмен»; его заменил Джесси Племонс. В феврале 2020 года было объявлено, что в фильме также сыграют Томасин Маккензи, Коди Смит-Макфи, Фрэнсис Конрой, Кит Кэррадайн, Питер Кэрролл и Адам Бич.
Съёмки начались в январе 2020 года в Новой Зеландии. 2 апреля съёмки были приостановлены в связи с ограничениями, введёнными из-за распространения COVID-19. В конце июня 2020 года съёмки возобновились.

## Оценки критиков
На сайте-агрегаторе Rotten Tomatoes фильм имеет рейтинг 94 % на основании 331 рецензии критиков со средним баллом 8,4 из 10. «Консенсус критиков» сформулирован так: «Воплощённый звёздным ансамблем во главе с Бенедиктом Камбербэтчем, „Власть пса“ подтверждает, что автор сценария и режиссёр Джейн Кэмпион является одним из лучших режиссёров своего поколения».
На сайте-агрегаторе Metacritic рейтинг фильма составляет 89 баллов из 100 возможных на основании 58 рецензий критиков, что означает «всеобщее признание».
По итогам 2021 года многие издания, в частности Empire, Esquire, Film.ru.GamesRadar, Men’s Health, The New York Times, Rolling Stone, Time Out, Vogue, Vulture, Wired, «Кинопоиск» включили «Власть пса» в свои списки лучших фильмов. IndieWire, The Guardian, Time назвали его лучшим фильмом года. По подсчётам агрегатора Metacritic, именно этот фильм чаще всего включали в списки лучших за 2021 год.

## Награды
| Награда                    | Дата вручения    | Категория                                    | Номинанты и получатели                    | Результат | Ист.   |
| -------------------------- | ---------------- | -------------------------------------------- | ----------------------------------------- | --------- | ------ |
| Венецианский кинофестиваль | 11 сентября 2021 | Золотой лев                                  | Власть пса                                | Номинация | [ 31 ] |
| Венецианский кинофестиваль | 11 сентября 2021 | Серебряный лев за лучшую режиссёрскую работу | Джейн Кэмпион                             | Победа    | [ 31 ] |
| Премия «Золотой глобус»    | 9 января 2022    | Лучший фильм — драма                         | Власть пса                                | Победа    | [ 32 ] |
| Премия «Золотой глобус»    | 9 января 2022    | Лучший режиссёр                              | Джейн Кэмпион                             | Победа    | [ 32 ] |
| Премия «Золотой глобус»    | 9 января 2022    | Лучший актёр в драматическом фильме          | Бенедикт Камбербэтч                       | Номинация | [ 32 ] |
| Премия «Золотой глобус»    | 9 января 2022    | Лучший актёр второго плана                   | Коди Смит-Макфи                           | Победа    | [ 32 ] |
| Премия «Золотой глобус»    | 9 января 2022    | Лучшая актриса второго плана                 | Кирстен Данст                             | Номинация | [ 32 ] |
| Премия «Золотой глобус»    | 9 января 2022    | Лучший сценарий                              | Джейн Кэмпион                             | Номинация | [ 32 ] |
| Премия «Золотой глобус»    | 9 января 2022    | Лучшая музыка к фильму                       | Джонни Гринвуд                            | Номинация | [ 32 ] |
| BAFTA                      | 13 марта 2022    | Лучший фильм                                 | «Власть пса»                              | Победа    | [ 33 ] |
| BAFTA                      | 13 марта 2022    | Лучшая режиссура                             | Джейн Кэмпион                             | Победа    | [ 33 ] |
| BAFTA                      | 13 марта 2022    | Лучшая мужская роль                          | Бенедикт Камбербэтч                       | Номинация | [ 33 ] |
| BAFTA                      | 13 марта 2022    | Лучшая мужская роль второго плана            | Джесси Племонс                            | Номинация | [ 33 ] |
| BAFTA                      | 13 марта 2022    | Лучшая мужская роль второго плана            | Коди Смит-Макфи                           | Номинация | [ 33 ] |
| BAFTA                      | 13 марта 2022    | Лучший адаптированный сценарий               | Джейн Кэмпион                             | Номинация | [ 33 ] |
| BAFTA                      | 13 марта 2022    | Лучшая музыка к фильму                       | Джонни Гринвуд                            | Номинация | [ 33 ] |
| BAFTA                      | 13 марта 2022    | Лучшая операторская работа                   | Ари Вегнер                                | Номинация | [ 33 ] |
| «Оскар»                    | 27 марта 2022    | Лучший фильм                                 | «Власть пса»                              | Номинация | [ 34 ] |
| «Оскар»                    | 27 марта 2022    | Лучшая режиссёрская работа                   | Джейн Кэмпион                             | Победа    | [ 34 ] |
| «Оскар»                    | 27 марта 2022    | Лучший актёр                                 | Бенедикт Камбербэтч                       | Номинация | [ 34 ] |
| «Оскар»                    | 27 марта 2022    | Лучший актёр второго плана                   | Джесси Племонс                            | Номинация | [ 34 ] |
| «Оскар»                    | 27 марта 2022    | Лучший актёр второго плана                   | Коди Смит-Макфи                           | Номинация | [ 34 ] |
| «Оскар»                    | 27 марта 2022    | Лучшая актриса второго плана                 | Кирстен Данст                             | Номинация | [ 34 ] |
| «Оскар»                    | 27 марта 2022    | Лучший адаптированный сценарий               | Джейн Кэмпион                             | Номинация | [ 34 ] |
| «Оскар»                    | 27 марта 2022    | Лучшая музыка к фильму                       | Джонни Гринвуд                            | Номинация | [ 34 ] |
| «Оскар»                    | 27 марта 2022    | Лучший монтаж                                | Питер Шиберрас                            | Номинация | [ 34 ] |
| «Оскар»                    | 27 марта 2022    | Лучшая операторская работа                   | Ари Вегнер                                | Номинация | [ 34 ] |
| «Оскар»                    | 27 марта 2022    | Лучшая работа художника                      | Грант Мэйджор и Эмбер Ричардс             | Номинация | [ 34 ] |
| «Оскар»                    | 27 марта 2022    | Лучший звук                                  | Ричард Флинн, Роберт Маккензи и Тара Уэбб | Номинация | [ 34 ] |